# 정난중
정난중(중국어 정체자: 鄭楠鐘, 병음: Zhèng Nánzhōng, 한자음: 정남종, 1996년 2월 19일 ~ )은 대만의 배우이다.

## 방송
- 상혼

## 영화
- 대일자